# 貝利 (科羅拉多州)
貝利（英語：Bailey）是位於美國科羅拉多州帕克縣的一個非建制地區。該地的面積和人口皆未知。

## 地理
貝利的座標為38°24′18″N 105°28′20″W / 38.40500°N 105.47222°W，而該地的平均海拔高度為2359米（即7739英尺）。